# Julianne McNamara
Julianne Lyn McNamara; verheiratete Julianne McNamara-Zeile (* 11. Oktober 1965 in Flushing, New York City, New York) ist eine ehemalige US-amerikanische Kunstturnerin. 1984 gewann sie  als erste US-Amerikanerin bei den Olympischen Spielen am Stufenbarren die Goldmedaille in einem Einzelwettbewerb. Darüber hinaus gewann sie im Mannschaftsmehrkampf und im Bodenturnen jeweils Silber.

## Leben
Nach ihrer aktiven Zeit als Turnerin begann sie eine Karriere als Schauspielerin und spielte unter anderem in Serien wie Knight Rider mit. Bei Dirty Deeds (2005) war sie mitausführende Produzentin. Seit 1989 war sie mit dem ehemaligen Baseballspieler Todd Zeile verheiratet, die beiden haben vier Kinder. McNamara und Zeile ließen sich im Januar 2015 scheiden.

## Filmografie (Auswahl)
- 1984–1987: Charles in Charge (Fernsehserie, fünf Folgen)
- 1985: Knight Rider (Fernsehserie, eine Folge)
- 1985: True Confessions (Fernsehserie, eine Folge)
- 1988: Samstag, der 14. schlägt zurück (Saturday the 14th Strikes Back)
- 1990: Monday Morning